# Kilifarevo
Kilifarevo (bulharsky Килифарево) je město ležící v Předbalkánu ve středním Bulharsku. Nachází se 10 km jižně od města Veliko Tarnovo, správního střediska stejnojmenné obštiny, a žije v něm přibližně 2 300 obyvatel.

## Dějiny
Kilifarevo má dlouhou historii. Přítomnost thráckých mohyl v okolí (ves Golemani) a thrácká svatyně (lokalita Drǎvjata) svědčí o tom, že tyto země byly osídleny již ve starověku. Římané zde postavili pevnost střežící průsmyky Staré planiny (Elenski a Hainboaz).
V době první bulharské říše osada již pravděpodobně existovala, ale nejsou o ní žádné písemné zmínky. Za druhé bulharské říše bylo Kilifarevo osadou se zvláštním postavením. Nacházela se zde jedna z pevností Asenovců ovládající průsmyk Hainboaz. Car Ivan Alexandr zde poskytl jednu z pevností střežících průsmyk Theodosiovi Trnovskému a ten v ní založil školu (univerzitu) známou jako „Škola Theodosia Trnovského“. Z oné doby (1364) také pochází první písemná zmínka o zdejším sídle, které konstantinopolský patriarcha Kallistos zaznamenal jako Kefalia. Během dobývání Bulharska osmanskými Turky, byl klášter obležen, dobyt a vypálen.
Během turecké nadvlády si vesnice zachovala strážní funkci průsmyku Hainboaz. Patřila k tzv. dervendžijským obcím, které měly výsadní postavení. Podle firmanu Selima II. (1566—1574) tvořila vesnice Kilifarevo se svými vesničkami vakf, jehož prostředky byly určeny na stavbu a údržbu hrobky sultána Selima v Cařihradu. V tehdejších berních rejstřících je obec zaznamenána jako Kilifar. V sultánském firmanu z roku 1663 je vesnice nazvána Derven karielyari Kilifar. Díky těmto výsadám si vesnice zachovala bulharské osídlení, nicméně s dosazením řeckého biskupa za trnovského patriarchu se posílila řecká duchovní asimilační expanze a ve vesnici Kilifarevo se usadili Řekové, kteří plnili mimo jiné i funkci výběrčích církevních daní. To zvýšilo daňové zatížení Bulharů, kteří již platili daně do turecké státní pokladny. Časem se na východním konci vesnice usadilo asi 30 tureckých rodin, a to patrně kvůli větší bezpečnosti při ochraně průsmyku. Spolu s nimi sem přišlo mnoho Cikánů, kteří začali vykonávat řadu povolání.
S nástupem bulharského obrození nastal hospodářský rozvoj. Šlo o tesařství, výrobu látek, výrobu keramiky, zpracování dřeva, krejčovství, a především zpracování kožešin. Dále se rozvinulo hedvábnictví a ve vsi pracovalo více než 40 dílen na zpracování kokonů. Spolu s řemeslnickými dílnami zde postupně vznikaly vyspělejší továrny, mezi nimiž byla první továrna na zpracování hedvábné příze, kterou zde nechala postavit italská společnost. V roce 1864 zde Angel Popov zprovoznil papírnu a na březích řeky Belica byly postaveny moderní mlýny na výrobu bílé mouky. O několik let později Angel Popov otevřel továrnu na výrobu makaronů a nudlí. Vzestup Kilifareva měl blahodárný vliv na duchovní život. V letech 1840 — 41 postavil Kolju Fičeto na místě původního vypáleného kláštera současný Kilifarevský klášter, takže na počátku 19. století byly ve vesnici tři kláštery. Zdejší mniši byli prvními učiteli v klášterních školách.
Během bouřlivého 19. století se obyvatelé Kilifareva aktivně účastnili bojů za nezávislost církve, národního hnutí a osvobozenecké války. Po osvobození Kilifarevo rychle změnilo svou kulturní podobu, byly otevřeny dvě školy, centrem kulturní činnosti se stalo čitalište Napredak založené v roce 1884. Kilifarevo bylo prohlášeno za město výnosem Státní rady Bulharské lidové republiky z roku 1973.

## Obyvatelstvo
K 15. červnu 2024 ve městě žilo 2 309 obyvatel a bylo zde trvale hlášeno 2 426 obyvatel. Níže uvedená tabulka ukazuje změnu počtu obyvatel města v období od roku 1934 do roku 2021:
| rok      | 1934  | 1946  | 1956  | 1965  | 1975  | 1985  | 1992  | 2001  | 2011  | 2021  |
| populace | 3 143 | 3 144 | 2 507 | 2 616 | 2 853 | 2 981 | 2 840 | 2 556 | 2 256 | 2 106 |

Podle sčítání z 1. února 2011 bylo národnostní složení následující:
- Bulhaři: 1 364 (69.2 %)
- Turci: 552 (28.0 %)
- Romové: 20 (1.0 %)
- ostatní[p 4]: 34 (1.7 %)